# エスプレッソ・マティーニ
エスプレッソ・マティーニ（英: Espresso martini）は酒入りコーヒー、カクテルの一種。エスプレッソ、コーヒーリキュール、ウォッカから作られる。

## 概要
カクテルランキングでは必ず上位に選ばれる人気カクテルである。一例としてイギリスの酒類専門誌『DRINKS INTERNATIONAL』が毎年発表する「世界のベストセラーカクテルランキング（The World’s Best-Selling Classic Cocktails）」ではエスプレッソ・マティーニは2018年は9位、2019年は7位となっている。
「マティーニ」の名は付いているがマティーニに使われるジンもベルモットも使用されない。通常のマティーニがステアで作られるのに対し、エスプレッソ・マティーニはシェイクで作られる。マティーニグラス（カクテルグラス）で提供されることが数少ないマティーニらしさではあるが、クーペグラス（シャンパン用の広口のワイングラス）で提供されることもあり、この場合はマティーニの要素と呼べるものは何もなくなっている。
1983年にロンドンにあるソーホ・ブラッセリー（Soho Brasserie）のバーテンダーディック・ブラッドセルが考案した。ソーホ・ブラッセリーではバーカウンターの裏にエスプレッソマシーンがあり、常にコーヒーの香りが立ち込めていたため、マティーニにエスプレッソを加えることを思いついたという。
日本においてもバーのバーテンダーからではなく、バールのバリスタ発信のコーヒーカクテルのムーブメントとして、エスプレッソ・マティーニは火付け役にもなっている。

## レシピの例
エスプレッソを使うのは大前提となっているが、レシピが確立された状態になっているとは言えず、バーテンダー、バリスタからさまざまなアプローチ、アレンジがなされている。
国際バーテンダー協会によるレシピを以下に挙げる。
材料
- ウォッカ - 50ml
- カルーア - 30ml
- シュガーシロップ - 10ml
- エスプレッソ - 1杯分

作り方
材料をシェイクしてカクテルグラスに注ぐ。